# جاجور
جاجور (به ارمنی: Ջաջուռ) یک روستا در ارمنستان است که در استان شیراک واقع شده‌است. جاجور در  کیلومتری شمال گیومری، مرکز استان شیراک واقع شده است.

## خصوصیات
جاجور ۸۲۴ نفر جمعیت دارد و در ارتفاع  متر بالاتر از سطح دریا قرار گرفته است.

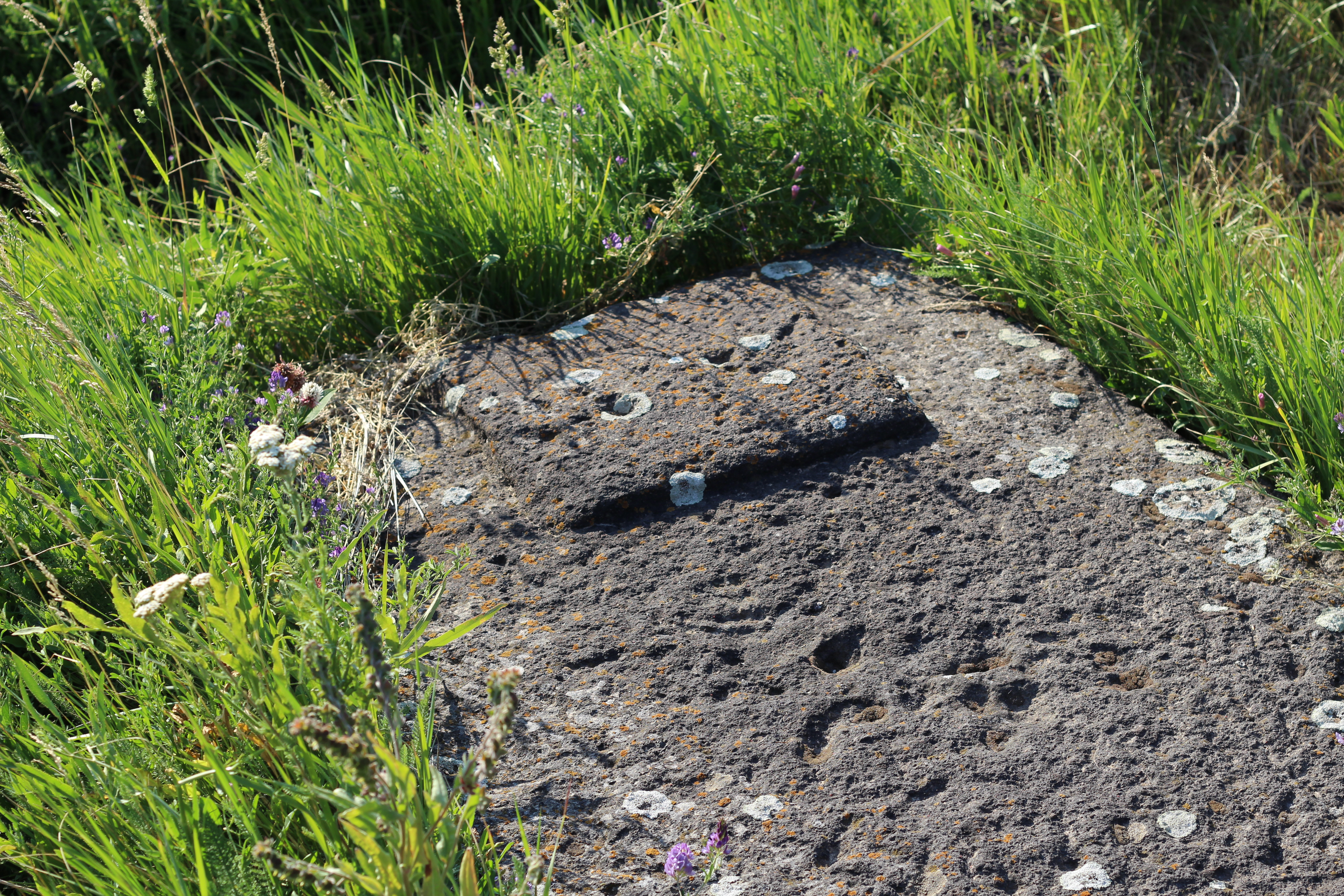